# 伯奇維爾鎮區 (密歇根州)
伯奇維爾鎮區（英語：Burtchville Township）是位於美國密歇根州聖克萊爾縣的一個行政鎮區。

## 地方資料
伯奇維爾鎮區的面積為40.50平方千米，當中陸地面積為40.40平方千米，而水域面積為0.10平方千米。根據2020年美國人口普查的數據，當地共有人口4077人，而人口密度為每平方千米100.67人。